# Astroides calycularis
El coral anaranjado, falso coral o coral estrellado (Astroides calycularis), es la única especie de coral del género Astroides, que pertenece a la familia Dendrophylliidae.

## Etimología
Astroides del griego astroide (estrella).

## Morfología
Coral madreporiano, o escleractinio, forma colonias de unos 10 cm de altura y unos 25 a 30 cm de diámetro. Los pólipos, de 1 a 2 cm, son de color amarillo o naranja y con forma de estrellas, con los puntas, o tentáculos, muy cortas. Boca en hendidura. Cada pólipo tiene unos 30 tentáculos, con células urticantes, llamadas nematocistos, con las que paralizan a sus presas. Esqueleto calcáreo, de aragonita de carbonato cálcico, de color blanco.

## Vida y reproducción
Se alimentan de pequeños peces o de animales planctónicos y, posiblemente, de bacterias. De vida nocturna, se cierran durante el día, retrayéndose los pólipos en su esqueleto, o coralito.
Se reproduce, tanto de forma sexual, como asexual. En la asexual, los pólipos de la colonia se dividen en dos o más individuos, mediante gemación. En la reproducción sexual, son gonocóricos, o de sexos separados, tanto a nivel del pólipo, como al de la colonia. Son de fertilización interna, de los huevos fecundados surgen unas larvas aplanadas, llamadas plánulas, que son incubadas dentro de la cavidad gastrovascular y expulsadas a la columna de agua. La corriente las arrastra hasta que se fijan a un nuevo sustrato. Una vez adheridas, evolucionan a pólipo y secretan carbonato de calcio, para conformar su esqueleto, o coralito. Posteriormente, se reproducen por gemación y conforman la colonia coralina.
Sirve de cobijo a algunos organismos perforadores como el Lithophaga lithophaga (dátil de mar), y de alimento a moluscos como el Babelomurex cariniferus.

## Galería

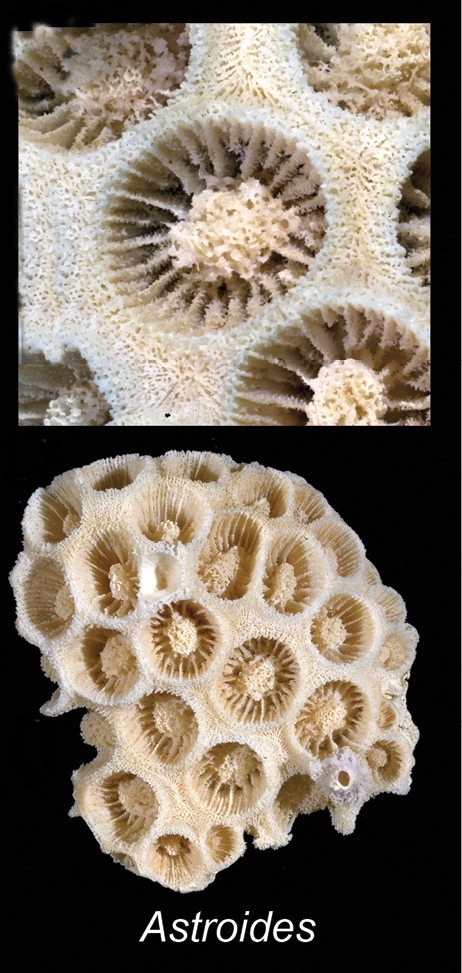
Detalle de coralitos y esqueleto colonial
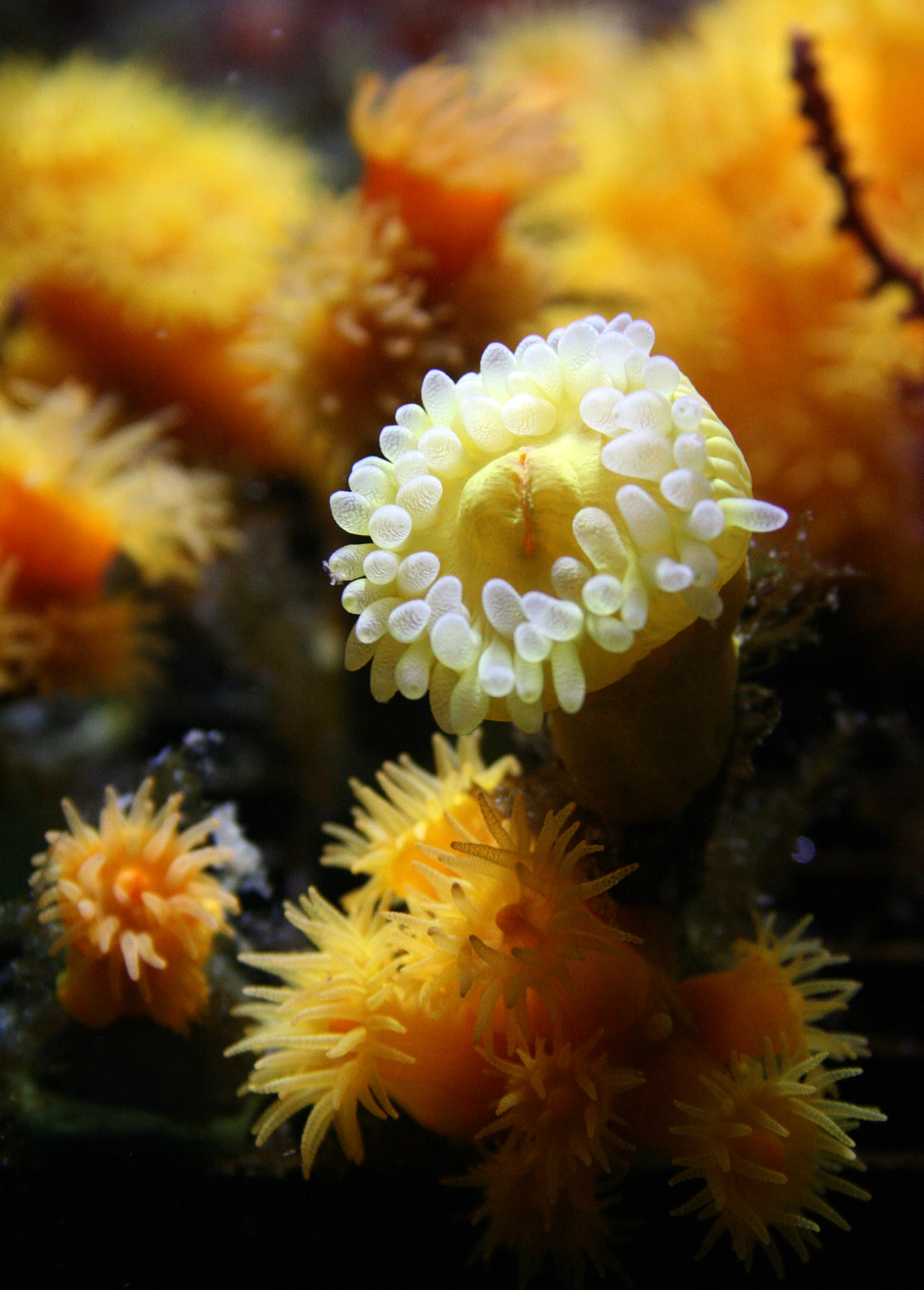
Pólipo de A. calycularis
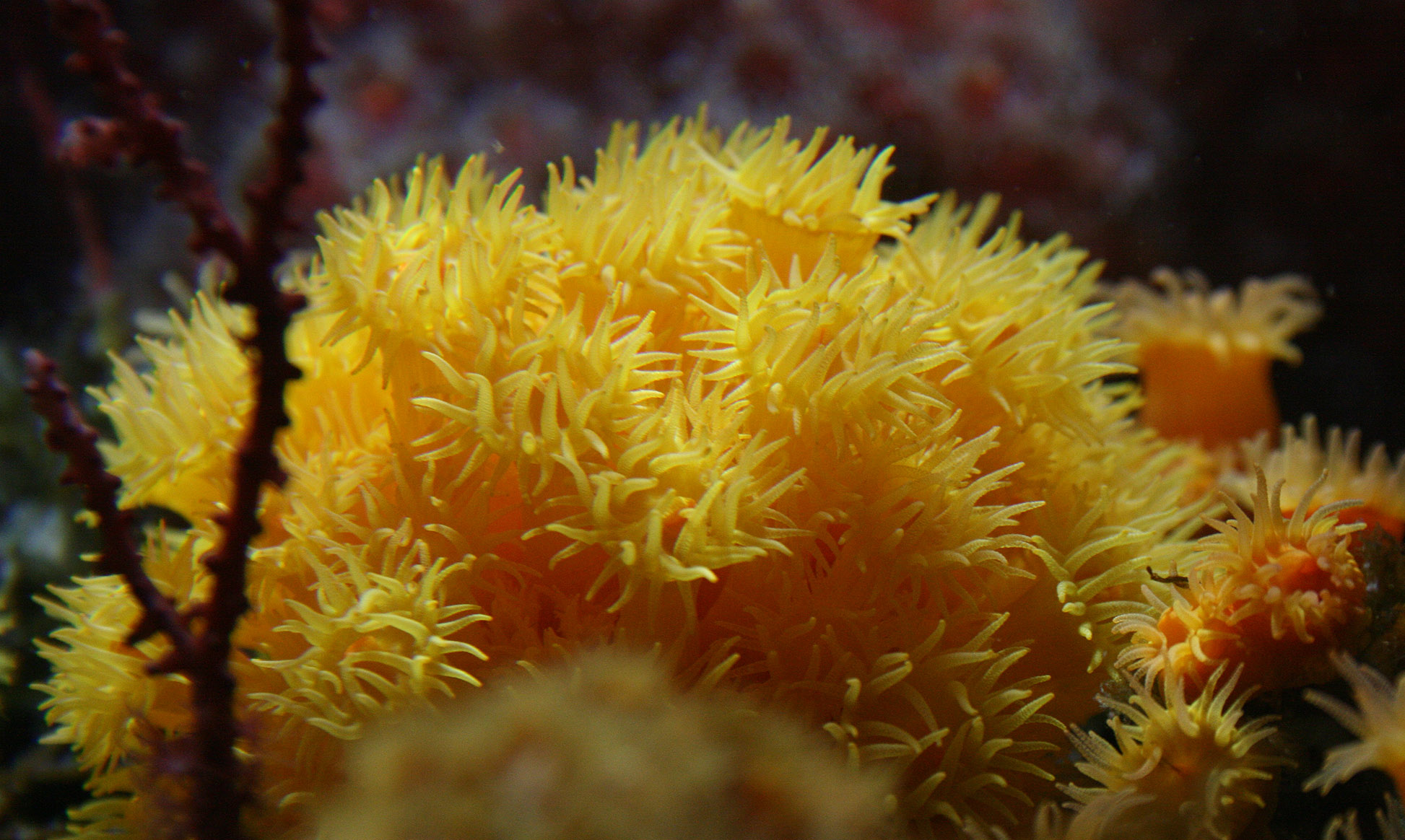
Colonia con tentáculos expandidos
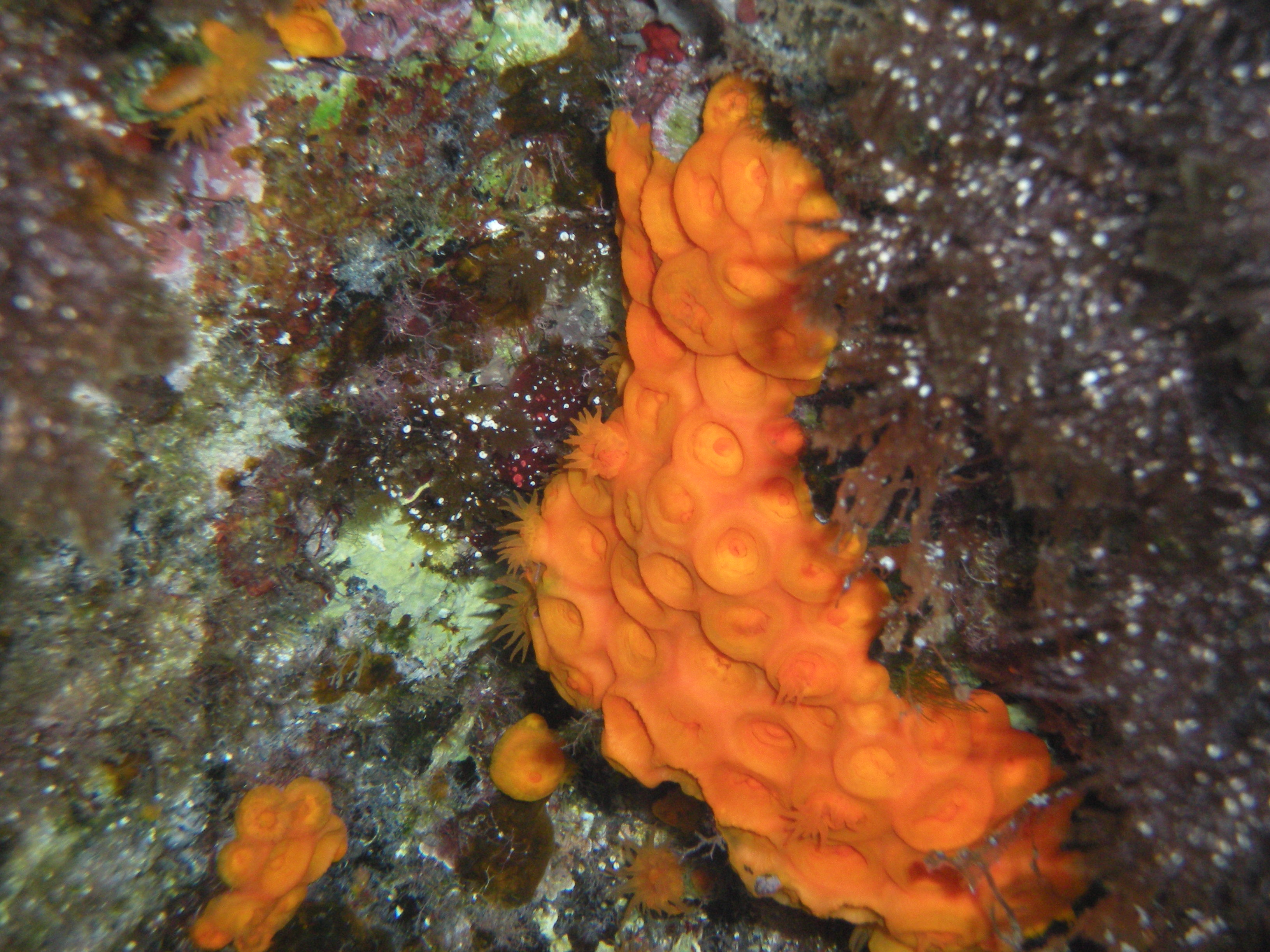
Colonia con la mayor parte de tentáculos retraídos
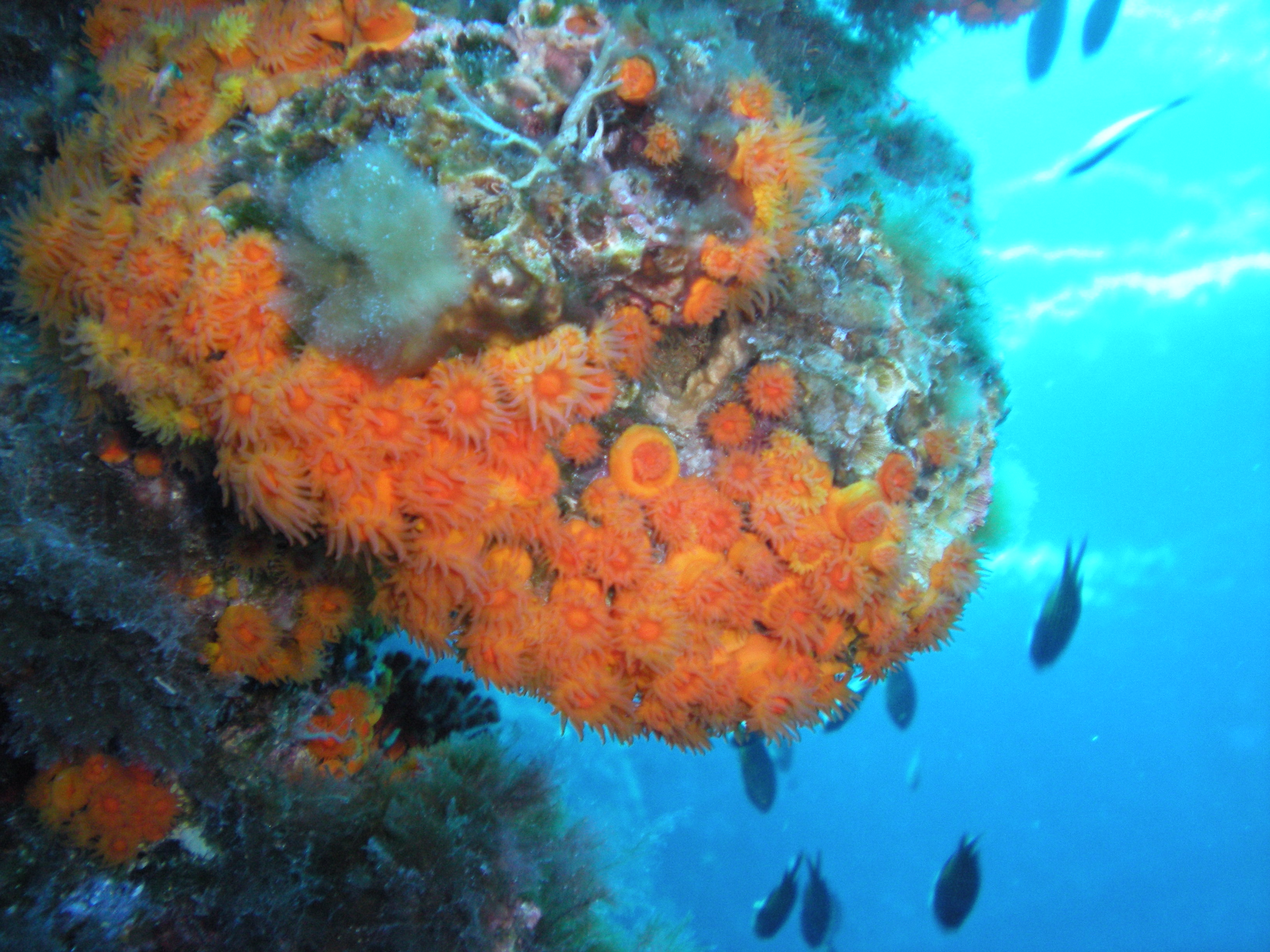
Colonia en la isla de Linosa, Italia
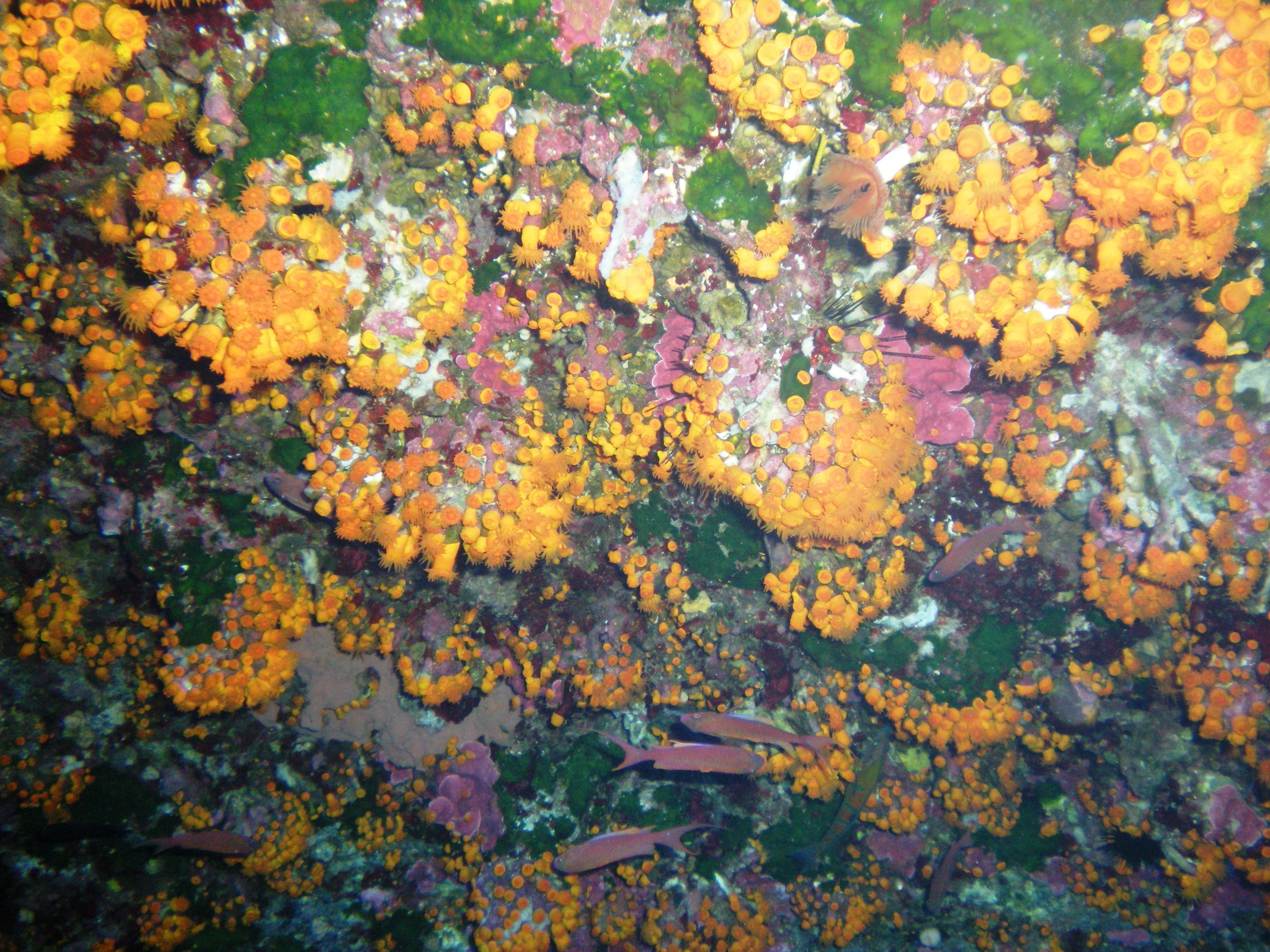
Agregación de colonias en Linosa
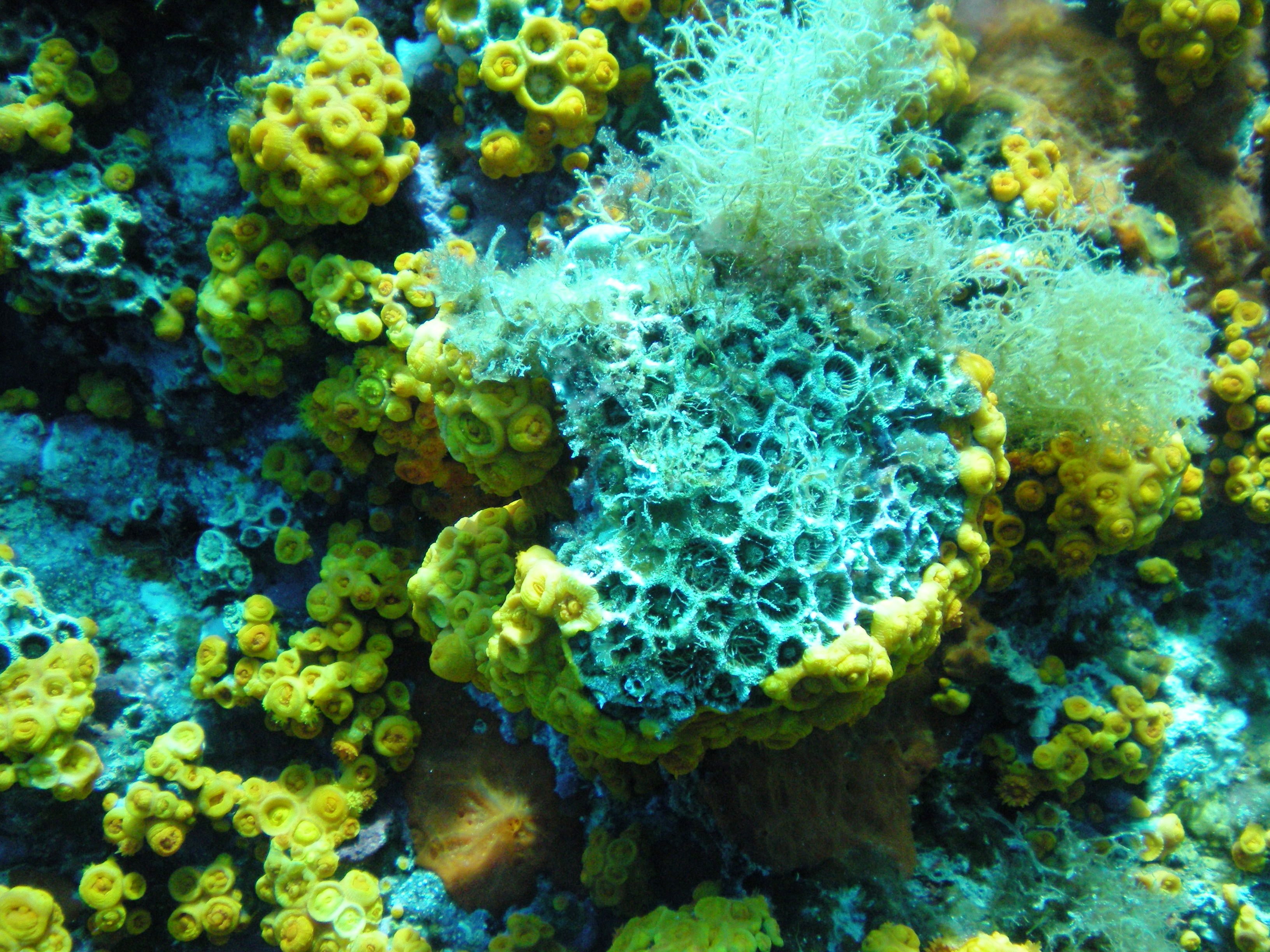
Colonia parcialmente muerta mostrando la estructura esquelética
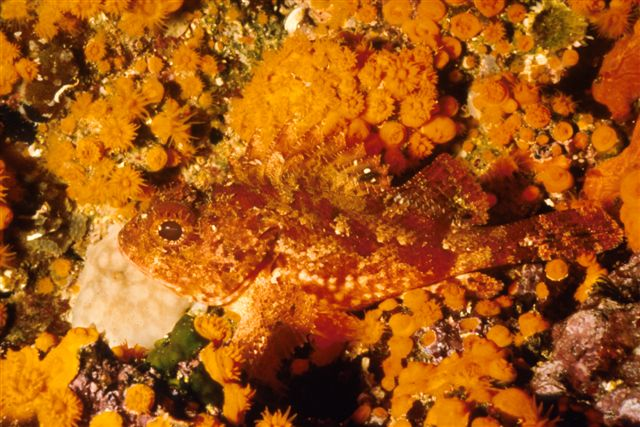
Scorpaena scrofa entre A. calycularis, en la Reserva Marina Protegida de Capo Gallo, Italia

## Hábitat
Fondos rocosos y cuevas marinas, paredes sombreadas cerca de las costas, con un rango de profundidad entre 1.75 y 70 metros; y un rango de temperatura entre 15.52 y 19.04 °C, en aguas bien oxigenadas.

## Distribución
Litoral de Andalucía (España), desde Almería (incluyendo la Isla de Alborán) hasta Cádiz. Murcia e Islas Chafarinas, Ceuta y Melilla. En Marruecos, desde el estrecho de Gibraltar hasta el cabo de Bonn, en Túnez. Alrededor de Sicilia, en el mar Tirreno, en el Adriático y en el golfo de Nápoles.

## Conservación
Sus mayores peligros lo constituyen la contaminación y su recolección por buceadores con fines ornamentales o de coleccionismo. Incluida en el Catálogo Nacional de especies amenazadas con la categoría de Vulnerable, y en el Catálogo Andaluz. Protocolo del Convenio de Barcelona: Anexos II y IV. Convenio de Berna: Anexo II.